# Mármara (ort i Grekland, Epirus)
Mármara (Marmara) är en ort i Grekland.   Den ligger i prefekturen Nomós Ioannínon och regionen Epirus, i den nordvästra delen av landet, 300 km nordväst om huvudstaden Aten. Mármara ligger 800 meter över havet och antalet invånare är 598.
Terrängen runt Mármara är huvudsakligen kuperad, men åt nordost är den bergig. Mármara ligger uppe på en höjd. Runt Mármara är det mycket tätbefolkat, med 1 056 invånare per kvadratkilometer. Närmaste större samhälle är Ioánnina, 4,9 km öster om Mármara. Trakten runt Mármara består till största delen av jordbruksmark.